# Младјејов на Морави
Младјејов на Морави (чеш. Mladějov na Moravě) је насељено мјесто са административним статусом сеоске општине (чеш. obec) у округу Свитави, у Пардубичком крају, Чешка Република.

## Становништво
Према подацима о броју становника из 2014. године насеље је имало 446 становника.